# 金成通

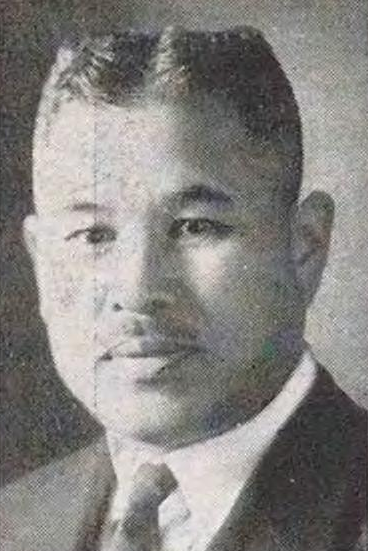
金成通

金成 通（かねなり とおる、1879年（明治12年）6月20日 - 1951年（昭和26年）8月10日）は、明治時代末期から昭和時代前期の政治家、実業家。貴族院多額納税者議員。旧姓・蛭田。

## 経歴
茨城県多賀郡、のちの南中郷村（現北茨城市中郷町）で農業・蛭田源三郎の二男として生まれる。上京して商業を学んだ。福島県石城郡錦村（錦町、勿来市を経て現いわき市錦町）の農業・金成竹太郎の養嗣子となる。再度上京して経済学などを学んだ。
1905年（明治38年）に帰郷して磐東銀行（現東邦銀行）の創立に尽力した。1911年（明治44年）福島県会議員に当選したのを皮切りに、同参事会員、錦村長を歴任する。ほか、鮫南中堅農民学校長、東部電力顧問、植田水力電気社長、磐東銀行、福島県農工銀行各取締役などを務める。また、昭和人絹（現クレハ）の工場誘致に尽力し、1934年（昭和9年）に錦工場が完成した。
1932年（昭和7年）福島県多額納税者として貴族院議員に互選され、研究会に所属して同年9月29日から1939年（昭和14年）9月28日まで在任した。

## 伝記
- 荒井一二『金成通先生略歴』金成通先生頌徳碑建立事務所、1951年。